# Khuyên tai
Khuyên tai hay bông tai, hoa tai, trằm, chằm, khuyên, bông là một món đồ trang sức gắn vào tai bằng cách xỏ khuyên. Người sử dụng có thể đeo ở dái tai, vành tai hoặc xung quanh tai tùy ý muốn. Hoa tai xuất hiện trong văn hóa và đời sống của con người ở khắp mọi nơi trên thế giới.
Khuyên tai, giống như vòng cổ, vòng tay hay các loại trang sức khác, có sự đa dạng về kiểu dáng và chất liệu. Chúng có thể là đồ kim loại, nhựa, thủy tinh, đá quý, hay hạt cườm, gỗ, xương v.v. Khuyên cũng có thể là một chiếc vòng nhỏ gắn vào dái tai, hoặc có dạng to bản, nhiều màu sắc.
Về mặt sức khỏe, xỏ khuyên nếu không đảm bảo vệ sinh có thể gây chảy máu, nhiễm trùng, sưng tấy hoặc gây viêm gan, lây nhiễm HIV. Việc đeo khuyên trong thời gian dài cũng có thể làm da bị chảy xệ.

## Hình ảnh

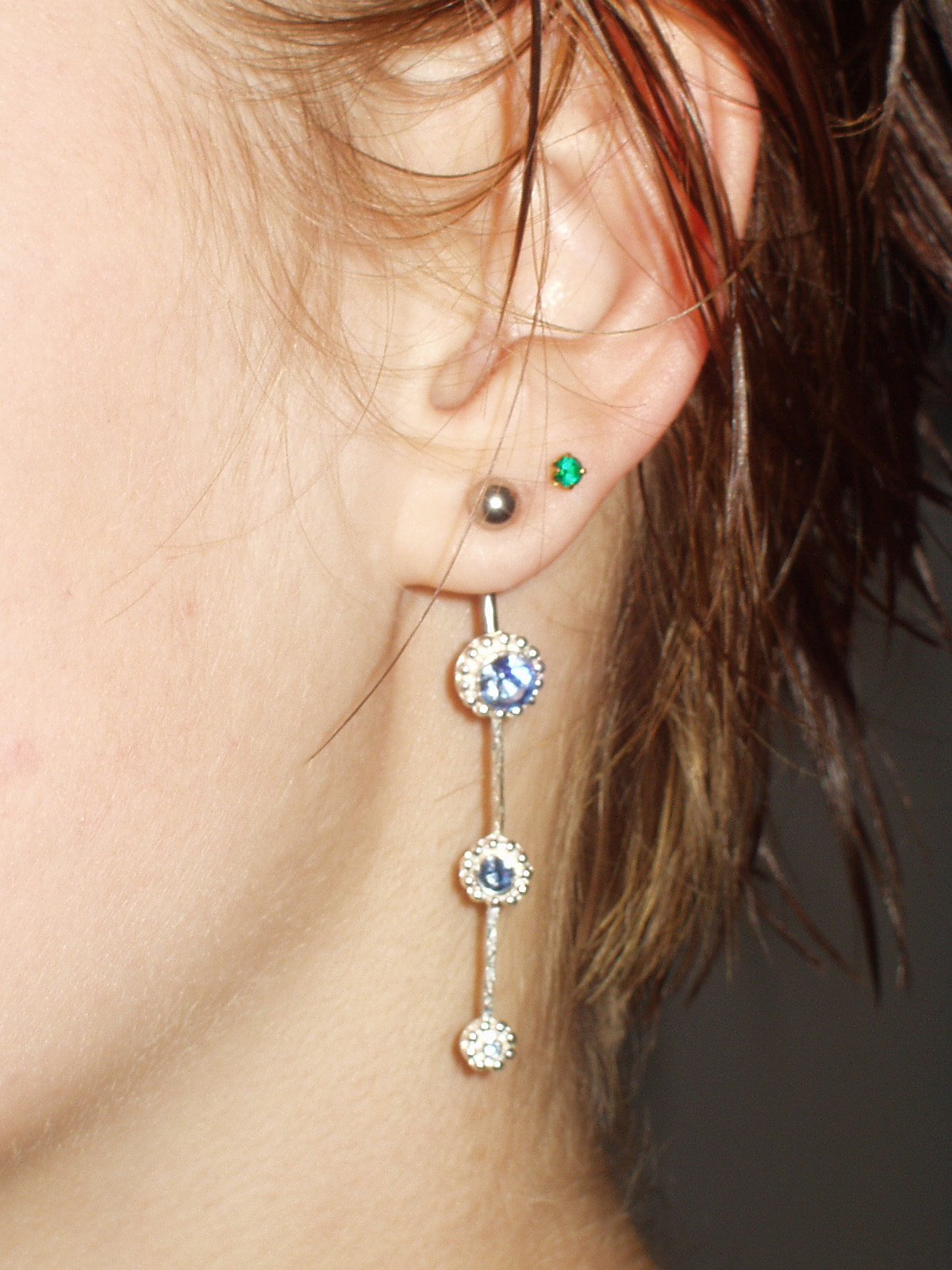